# Сукса (деревня)
Сукса — деревня в Коськовском сельском поселении Тихвинского района Ленинградской области.

## История
Деревня Суксы упоминается в переписи 1710 года в Спасском Шиженском погосте Нагорной половины Обонежской пятины.
Как деревня Сукса она обозначена на карте Новгородского наместничества 1792 года А. М. Вильбрехта.
Деревня Сукса упоминается на «Специальной карте западной части России» Ф. Ф. Шуберта 1844 года.

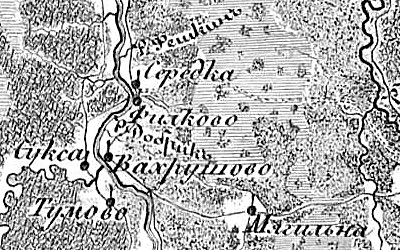
Деревня Сукса на семитопографической карте 1847 года

СУКСА — деревня Суксинского общества, прихода Шиженского погоста. Река Паша. 

Крестьянских дворов — 9. Строений — 23, в том числе жилых — 15. Водяная мельница.

Число жителей по семейным спискам 1879 г.: 24 м. п., 21 ж. п.; по приходским сведениям 1879 г.: 22 м. п., 21 ж. п.

В конце XIX — начале XX века деревня административно относилась к Саньковской волости 1-го земского участка 2-го стана Тихвинского уезда Новгородской губернии.

СУКСА — деревня Суксинского общества, дворов — 12, жилых домов — 12, число жителей: 37 м. п., 37 ж. п. 

Занятия жителей — земледелие, лесные промыслы. Река Паша. Часовня. (1910 год)

Согласно карте Ленинградской области Северо-западного аэрогеодезического треста ГГУ издания 1932 года деревня насчитывала 8 крестьянских дворов. В деревне находилась мукомольная водяная мельница.
По данным 1933 года деревня Сукса входила в состав Пашского сельсовета.
По данным 1966 и 1973 годов деревня Сукса входила в состав и являлась административным центром Пашского сельсовета.
По данным 1990 года деревня Сукса входила в состав Шиженского сельсовета.
В 1997 году в деревне Сукса Шиженской волости проживал 21 человек, в 2002 году — 17 человек (все русские).
В 2007 году в деревне Сукса Коськовского СП проживали 15 человек, в 2010 году — 13.

## География
Деревня расположена в северо-западной части района на автодороге 41К-021 (Паша — Часовенское — Кайвакса).
Расстояние до административного центра поселения — 4 км.
Расстояние до ближайшей железнодорожной станции Тихвин — 55 км.
Деревня находится на левом берегу реки Паша в месте впадения в неё реки Сукса.

## Демография
| 2007 | 2010 | 2017 |
| ---- | ---- | ---- |
| 15   | ↘13  | ↗16  |

### Национальный состав
Согласно данным Всероссийской переписи населения 2021 года в деревне проживали 20 человек, все русские.

## Улицы
Левобережная, Правобережная.